# Honda Insight
Pour les articles homonymes, voir Insight.
La Honda Insight est une automobile hybride électrique développée par le constructeur japonais Honda.
La première génération fut produite de 1999 à 2006 sous la forme d'une compacte trois portes, ce fut la première voiture hybride produite par Honda.
La seconde génération de l'Insight fut introduite au Japon en février 2009, et dans les autres nations courant 2009. La nouvelle Insight fut lancée aux États-Unis le 22 avril 2009. Elle a été la voiture la plus vendue au Japon en avril 2009, et la première voiture hybride à atteindre cette place.

## Première génération (1999 - 2006)

### Historique
Basée sur le concept car Honda J-VX présenté au Tokyo Motor Show en 1997, l'Insight est introduite en décembre 1999. Elle est la première voiture hybride à avoir été commercialisée en Amérique du Nord. La voiture était totalement pensée pour minimiser la consommation ainsi que les émissions de gaz à effet de serre, grâce notamment à une aérodynamique soignée (avec des guêtres de roues) et une structure en aluminium allégée.

### Design
La Honda Insight se présentait comme une voiture compacte, mesurant 3,95 m de long avec un empattement de 2,40 m, une largeur de 1 695 mm et une hauteur de 1 355 mm. Uniquement disponible en version 2 places, seuls trois modèles apparaissaient au catalogue : le premier sans climatisation, le second avec la climatisation et le dernier pourvu de la climatisation et d'une transmission à variation continue. Bien que vendue jusqu'en 2006, l'unique modification apportée à la voiture aura été l'ajout d'un chargeur de CD installé dans le coffre et piloté depuis l'autoradio.
L'une des pistes suivies pour diminuer la consommation fut une réduction du poids de la voiture, via l'utilisation d'aluminium et de plastique. Les étriers de frein avant ainsi que les tambours de frein arrière étaient en aluminium, le réservoir fait de plastique, et les supports de moteur en aluminium. L'Insight ne pesait que 838 kg avec une transmission manuelle, contre 891 kg avec la transmission à variation continue. La combinaison des matériaux utilisés ainsi que l'ingéniosité apportée à la conception aboutirent à une structure de la voiture 13 % plus résistante en flexion et 38 % plus résistante en torsion que celle d'une voiture de taille comparable, tout en pesant 40 % de moins.

### Technologie
Le moteur à essence est un 3 cylindres ECA1 I3 de 1 litre développant jusqu'à 50 kW (67 ch, 68 PS) à 5700 tr/min et 89 N m à 4800 tr/min. Sa structure utilise l'aluminium, le magnésium et le plastique pour réduire son poids.
Le moteur électrique à aimants permanents fournit jusqu'à 10 kW (13 ch) à 3000 tr/min et 49 N m quand il est sollicité, portant le total maximum à 73 ch à 5300 tr/min et 123 N m à 2000 tr/min. Pendant les freinages, le moteur électrique devient un générateur qui recharge les batteries, ce qui permet d'augmenter en outre la puissance de freinage, améliorant ainsi la longévité des freins. Lorsque la voiture n'est pas en mouvement, à un feu rouge par exemple, le moteur se coupe.
Sur le tableau de bord, un écran numérique affiche la consommation instantanée, l'état de charge des batteries, l'état du mode électrique (arrêt, assistance au moteur essence, générateur) mais également sur les modèles à transmission manuelle, le meilleur moment pour changer de rapport.
Derrière les sièges se trouve la batterie composée de 120 accus NiMH de format D reliés en série pour fournir une tension de 144 volts DC et une capacité de 6,5 Ah. Ces batteries peuvent fournir près de 100 ampères lors de fortes accélérations.
Afin de réduire encore la consommation, l'Insight bénéficie de pneus haute pression (2,6 bars / 2,4 bars) à faible résistance au roulement ainsi que de l'huile à faible viscosité (0w20). L'aérodynamique générale de la voiture a également été travaillée avec soin, pour atteindre un Cx de 0,25 parmi les plus bas pour une voiture de série.

### Construction
L'Insight fut construite dans l'usine Honda de Suzuka (Mie), au Japon, partageant son lieu de production avec la Honda NSX et la Honda S2000.
Au salon automobile de Tokyo 2003 (Tokyo Motor Show), Honda présenta le concept-car IMAS, un véhicule hybride très économe en carburant et très léger constitué d'aluminium et de fibre de carbone. Ce concept-car fut reconnu par tous les spécialistes comme le futur de l'Insight.
Étant donné le coût d'une voiture presque entièrement faite en aluminium, l'Insight n'était pas pensée pour être vendue en masse. Elle servit plutôt de test grandeur nature pour un véhicule à technologie hybride afin de jauger les nouvelles habitudes des consommateurs.
En mai 2006 l'arrêt de la production fut officiellement annoncé, ainsi que le plan de remplacement de l'Insight par une nouvelle voiture, plus petite que la huitième génération de la Civic, à l'horizon 2009. Pour continuer à occuper ce marché de niche, en 2002, Honda sortit une version hybride de la Civic.

### Consommation
À la sortie de l'Insight, celle-ci était la voiture de production la plus économique en carburant vendue sur le territoire des États-Unis. Environ 3,4 L/100 km sur autoroute contre 3,9 L/100 km en ville, respectivement 3,6 L/100 km et 3,9 L/100 km pour la version avec climatisation. La version avec le variateur de vitesse est quant à elle un petit peu plus gourmande avec 4,1 L/100 km sur autoroute et 4,2 L/100 km en ville.
Honda lança également un concours aux magazines automobiles américains, le défi étant de consommer le moins possible sur un trajet menant de Columbus à Detroit. Ce concours fut gagné par Car and Driver magazine, qui parvint à atteindre une consommation de 1,933 L/100 km avec une vitesse moyenne de 93 km/h. Cet exploit (non réaliste) fut obtenu en effet en faisant rouler l'Insight dans une boîte tractée par un Ford Excursion, afin de réduire la résistance au vent. Un second test, réalisé à partir d'une Insight équipée de la climatisation démontra que, sur une période de deux ans en parcourant 64 000 km, la consommation moyenne était de 4,9 L/100 km.

### Ventes
| Année | Ventes États-Unis | Évolution | Ventes Canada | Évolution | Ventes Amérique du Nord | Évolution |
| ----- | ----------------- | --------- | ------------- | --------- | ----------------------- | --------- |
| 1999  | 17                |           |               |           | 17                      |           |
| 2000  | 3 788             | + 3726 %  | 155           |           | 3 943                   | -         |
| 2001  | 4 726             | + 24,8 %  | 110           | - 29 %    | 4 836                   | + 22,6 %  |
| 2002  | 2 216             | - 53,1 %  | 76            | - 30,9 %  | 2 292                   | - 52,6 %  |
| 2003  | 1 168             | - 47,3 %  | 20            | - 73,7 %  | 1 188                   | - 48,2 %  |
| 2004  | 583               | - 50,1 %  | 9             | - 55 %    | 592                     | - 50,2 %  |
| 2005  | 666               | + 14,2 %  | NC            |           | 666                     |           |
| 2006  | 722               | + 8,4 %   | NC            |           | 722                     |           |
| 2007  | 3                 | - 99,6 %  | NC            |           | 3                       |           |
| Total | 13 889            |           | 370 (5 ans)   |           | 14 259                  |           |

## Seconde génération (2009 - 2014)
Le concept de la seconde génération d'Insight fut présenté pour la première fois au Mondial de l'automobile de Paris en 2008.
Sa mise en vente débuta le 6 février 2009 au Japon, puis le 24 mars aux États-Unis à partir de 19 800 $, faisant de l'Insight 2 le véhicule hybride le moins cher jamais mis en vente sur le territoire nord-américain.
Honda espérait vendre 200 000 unités à travers le monde par an, dont 100 000 rien qu'aux États-Unis.
Les premiers tests de l'Insight louaient son style futuriste et son prix, mais regrettaient qu'elle soit moins puissante, moins économique et moins confortable que la plupart des autres véhicules hybrides.

### Ventes au Japon
| Année          | Ventes  | Évolution |
| -------------- | ------- | --------- |
| 2009 (11 mois) | 93 280  |           |
| 2010           | 38 032  | - 59,2 %  |
| 2011 (6 mois)  | 7 728   | - 65,0 %  |
| Total          | 139 040 |           |

NB: L'Insight est sortie en février 2009 au Japon.

### Ventes aux États-Unis
| Année          | Ventes | Évolution |
| -------------- | ------ | --------- |
| 2009 (10 mois) | 20 572 |           |
| 2010           | 20 962 | + 1,9 %   |
| 2011           | 15 549 | - 25,8 %  |
| Total          | 57 083 |           |

NB: L'Insight a été lancé en mars 2009 aux États-Unis.

## Troisième génération (2018 - 2021)
Honda a dévoilé un concept car qui préfigure la troisième génération d'Insight au Salon de Détroit 2018. La version de série a été présentée à New York fin mars 2018.

## Récompense
Le moteur de l'Insight première génération remporta le titre de moteur de l'année en 2000 et demeura durant 6 années (2000-2006) le titre de meilleur moteur de moins d'un litre de cylindrée.
L'Insight fut également nommée voiture nord-américaine de l'année 2001.

## Apparitions au cinéma
La Honda Insight apparaît dans le film Le Jour d'après, où elle transporte un météorologue adepte de la protection de l'environnement.
Elle apparaît également dans le film Be Cool où elle est décrite par un agent de location automobile comme "la Cadillac des hybrides".
On peut aussi la voir dans le film The One avec Jet LI (2001). À la fin du film lorsque Jet Li arrive dans un monde du futur.